# Paphinia lindeniana
Paphinia lindeniana är en orkidéart som beskrevs av Heinrich Gustav Reichenbach. Paphinia lindeniana ingår i släktet Paphinia och familjen orkidéer. Inga underarter finns listade i Catalogue of Life.

## Bildgalleri

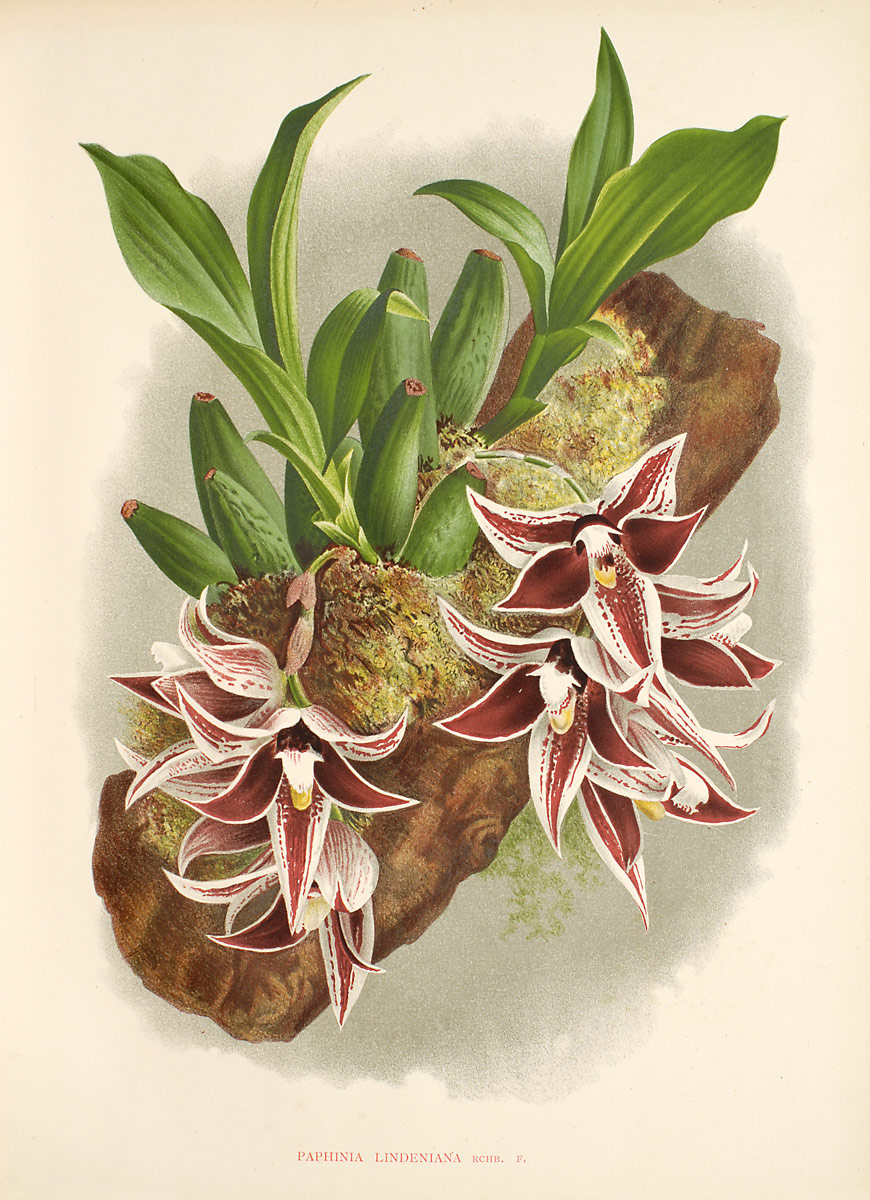